# Александър Жак дьо Белег дьо Бюгас
Александър Жак дьо Белег дьо Бюгас (на гръцки: Alexandre Jacques de Bellaigue de Bughas) е френски дипломат и офицер.

## Биография
Роден е на 17 декември 1834 година в семейството на Пиер Габриел Огюст и Мелани в Романя, департамент Пюи дьо Дом, Франция.
Служи във френската външна служба. В периода 1854 - 1857 година е консул в Битоля, тогава в Османската империя. След това е консул в 1859 година в Ла Шо дьо Фон и в Базел в 1860 година. В периода 1862 - 1866 година е консул в Неапол, от 1865 до 1866 - в Хихон, в 1867 - в Занзибар, от 1869 до 1870 – в Бостън, от 1870 до 1872 - в Гданск и от 1873 до 1876 година - в Нюкасъл. Работи като заместник-директор в Министерството на външните работи на Франция.
След това се оттегля да управлява фермата си. Умира на 4 юни 1913 година в Гре, Горна Сона.